# William Wirich de Daun-Falkenstein
Le comte William Wirich de Daun-Falkenstein (1er juin 1613 - 26 août 1682) est un noble allemand. Il est comte de Falkenstein et par héritage, il est le seigneur de Broich et de Bürgel.

## Biographie
Il est un fils du comte Jean Adolphe de Daun-Falkenstein (1582-1623) et de son épouse, la comtesse Anna Maria (1589-1620), fille du comte Jean VII de Nassau-Siegen et de Madeleine de Waldeck.
Le 28 octobre 1634, il épouse au château de Waldeck sa cousine Elisabeth de Waldeck. En 1636, il hérite du comté de Falkenstein de son cousin éloigné le comte Francis Christopher de Daun-Oberstein.
Charles Alexander est son fils unique qui survit à l'âge adulte. Il est toutefois tué par le comte Moritz de Limbourg lors d'une bagarre le 7 octobre 1659. William Wirich se remarie à la comtesse Agnès Catherine de Limbourg-Styrum. Cependant, ce mariage reste sans enfant, et quand il est mort, la branche de Daun-Falkenstein s'est éteinte dans la lignée masculine.
Le comte vend le comté de Falkenstein au duc Charles IV de Lorraine en 1667. Les seigneuries de Broich et Bürgel passent par son cousin, Emich Christian de Leiningen-Dagsbourg.

## Mariage et descendance
Le 28 novembre 1634 au château de Waldeck , il épouse sa cousine Elizabeth (1610-1647), fille du comte Christian de Waldeck. Ils ont les enfants suivants:
- Anna Elizabeth (9 janvier 1636 – 1685), mariée en 1658 à George Guillaume (1636-1672), fils du comte Emich XIII de Leiningen-Dagsbourg (1612-1658) et de Christiane de Solms-Laubach (1607-1638) et en 1673 à George Frederick, fils de Jean Casimir de Salm-Kyrbourg (1577-1651) et Dorothée de Solms-Laubach (1579-1631)
- Ferdinand Christian (25 décembre 1636 – 29 mars 1642)
- Charlotte Auguste (30 décembre 1637 – 1713), mariée au rév. A. Siebel
- Amalie Sibylle (née le 27 janvier 1639) mariée le 22 août 1664 (divorce en 1674), à Jean Louis (1643-1687), fils du comte Emich XIII de Leiningen-Dagsbourg et de Dorothée de Waldeck-Wildungen
- Christine Louise (18 juillet 1640 – décembre 1717) mariée le 17 juillet 1664 au comte Emich Christian (1642-1702), autre fils du comte Emich XIII de Leiningen-Dagsbourg et de Dorothée de Waldeck-Wildungen
- Charles Alexander (23 février 1643 – 7 octobre 1659)
- William (23 juillet 1644 – 4 octobre 1653)

En 1663, il se remarie avec Agnes Catherine (1629-1686), fille du comte Bernard Albert de Limbourg-Styrum (1597-1637) et de la comtesse Maria Anna de Berg (1600-1653). Ce couple reste sans enfant.